# ریک نولان
ریچارد مایکل "ریک" نولان (به انگلیسی: Richard Michael "Rick" Nolan)  یک سیاستمدار و تاجر آمریکایی از حزب دموکرات ایالات متحده آمریکا  بود که از سال ۲۰۱۳ تا ۲۰۱۹ به عنوان نماینده مجلس نمایندگان ایالات متحده آمریکا  از  حوزه انتخابیه هشتم مینه‌سوتا کنگره  خدمت کرد. او قبلاً به عنوان نماینده ایالات متحده از ناحیه ششم کنگره مینه سوتا بین سال‌های ۱۹۷۵ تا ۱۹۸۱ خدمت کرده بود  و از ۱۹۶۹ تا ۱۹۷۳ همچنین یکی از اعضای مجلس نمایندگان مینه سوتا بود.